# Detlev Brunner
Detlev Brunner (* 14. September 1959 in Weißenburg in Bayern) ist ein deutscher Historiker.

## Leben
Brunner studierte von 1978 bis 1985 Neuere und Mittelalterliche Geschichte und Soziologie an der Ludwig-Maximilians-Universität München und der Freien Universität Berlin. 1991 wurde er am Institut für Geschichtswissenschaft der Technischen Universität Berlin mit der Dissertation Bürokratie und Politik des Allgemeinen Deutschen Gewerkschaftsbundes 1918/19 bis 1933 zum Dr. phil. promoviert.
Danach arbeitete er am Institut zur Erforschung der europäischen Arbeiterbewegung der Ruhr-Universität Bochum und war Lehrbeauftragter an der TU Berlin. 1998 wechselte er an das Historische Institut der Universität Rostock und habilitierte sich 2004 bei Werner Müller an der dortigen Philosophischen Fakultät mit der Arbeit Der Schein der Souveränität. Landesregierung und Besatzungspolitik in Mecklenburg-Vorpommern 1945–1949. Danach lehrte er als Privatdozent in Rostock. Von 2007 bis 2009 war er wissenschaftlicher Mitarbeiter am Institut für Zeitgeschichte in Berlin. Von 2010 bis 2017 vertrat er den Lehrstuhl für Neuere und Zeitgeschichte (Professur Günther Heydemann) an der Universität Leipzig. Seit 2019 ist er außerplanmäßiger Professor am Lehrstuhl für Geschichte des 19. bis 21. Jahrhunderts (Dirk van Laak). Seine Forschungsschwerpunkte sind die Geschichte sozialer Bewegungen und die Geschichte Ostdeutschlands nach dem Zweiten Weltkrieg.
Brunner ist Vertrauensdozent der DGB-nahen Hans-Böckler-Stiftung, Mitglied des Gesprächskreises Sozial- und Wirtschaftsgeschichte beim Vorsitzenden des Deutschen Gewerkschaftsbundes und Vorsitzender der Johannes-Sassenbach-Gesellschaft.

## Schriften (Auswahl)
Monografien
- Quellen zur Gewerkschaftsgeschichte. Bestandsverzeichnisse Ostberliner Archive zur Geschichte der Gewerkschaftsbewegung von den Anfängen bis 1933 (= Veröffentlichungen des Instituts zur Erforschung der Europäischen Arbeiterbewegung / Schriftenreihe B, Quellen und Dokumente. Bd. 2). Klartext-Verlag, Essen 1992, ISBN 3-88474-022-9
- Bürokratie und Politik des Allgemeinen Deutschen Gewerkschaftsbundes 1918/19 bis 1933 (= Schriftenreihe der Otto-Brenner-Stiftung. Bd. 55). Bund-Verlag, Köln 1992, ISBN 3-7663-2392-X.
- mit Frank Heidenreich, Dieter Langewiesche, Hans Joachim Teichler, Horst Ueberhorst: Sozialdemokratische Partei und sozialdemokratisches Vereinswesen. SPD – Arbeitersport – Volkshäuser. Mit einem Vorwort von Inge Wettig-Danielmeier, Schüren, Marburg 1995, ISBN 3-89472-135-9.
- 50 Jahre Konzentration-GmbH. Die Geschichte eines sozialdemokratischen Unternehmens 1946–1996. Metropol, Berlin 1996, ISBN 3-926893-09-5.
- Sozialdemokraten im FDGB. Von der Gewerkschaft zur Massenorganisation, 1945 bis in die frühen 1950er Jahre (= Veröffentlichungen des Instituts für Soziale Bewegungen. Bd. 12). Klartext-Verlag, Essen 2000, ISBN 3-88474-863-7.
- Inventar der Befehle der sowjetischen Militäradministration Mecklenburg(-Vorpommern) 1945–1949 (= Texte und Materialien zur Zeitgeschichte. Bd. 12). Saur, München 2003, ISBN 3-598-11621-7.
- Mörder, Banden, Diebe. Kriminalität im Nachkriegsalltag. Mecklenburg-Vorpommern 1945/46. Helms, Schwerin 2005, ISBN 3-935749-65-1.
- Der Schein der Souveränität. Landesregierung und Besatzungspolitik in Mecklenburg-Vorpommern 1945–1949. Böhlau, Köln 2006, ISBN 978-3-412-06806-6.
- Stralsund. Eine Stadt im Systemwandel vom Ende des Kaiserreichs bis in die 1960er Jahre. Veröffentlichungen zur SBZ-/DDR-Forschung im Institut für Zeitgeschichte (= Quellen und Darstellungen zur Zeitgeschichte. Bd. 80). Oldenbourg, München 2010, ISBN 978-3-486-59805-6.
- Revolution, Umbruch, Neuaufbau. Erinnerungen gewerkschaftlicher Zeitzeugen der DDR. be.bra verlag, Berlin 2014, ISBN 978-3-95410-051-4.
- mit Günther Heydemann: Die Einheit und die Folgen. Eine Geschichte Deutschlands seit 1990 (= Schriftenreihe. Bd. 10811). Bundeszentrale für Politische Bildung, Bonn 2021, ISBN 978-3-7425-0811-9.

Herausgeberschaften
- mit Peter Jahn (Hrsg.): Die Gewerkschaften in der Endphase der Republik 1930–1933 (= Quellen zur Geschichte der deutschen Gewerkschaftsbewegung im 20. Jahrhundert, Bd. 4). Dietz, Bonn 1988, ISBN 3-7663-0904-8.
- Der Wandel des FDGB zur kommunistischen Massenorganisation. Das Protokoll der Bitterfelder Konferenz des FDGB am 25./26. November 1948 (= Veröffentlichungen des Instituts zur Erforschung der Europäischen Arbeiterbewegung. Schriftenreihe B: Quellen und Dokumente. Bd. 4). Klartext-Verlag, Essen 1996, ISBN 3-88474-479-8.
- mit Werner Müller, Andreas Röpcke: Land – Zentrale – Besatzungsmacht. Landesverwaltung und Landesregierung in der Sowjetischen Besatzungszone. Im Auftrag der Gesellschaft zur Erforschung der Zeitgeschichte des Landes Mecklenburg-Vorpommern, Lang, Frankfurt am Main u. a. 2003, ISBN 3-631-50665-1.
- mit Mario Niemann: Die DDR – eine deutsche Geschichte. Wirkung und Wahrnehmung. Schöningh, Paderborn u. a. 2011, ISBN 978-3-506-77195-7.
- mit Andreas Kötzing, Udo Grashoff: Asymmetrisch verflochten? Neue Forschungen zur gesamtdeutschen Nachkriegsgeschichte (= Forschungen zur DDR-Gesellschaft). Links, Berlin 2013, ISBN 978-3-86153-748-9.
- mit Elke Scherstjanoi: Moskaus Spuren in Ostdeutschland 1945 bis 1949. Aktenerschließung und Forschungspläne (= Zeitgeschichte im Gespräch. Bd. 22). De Gruyter Oldenbourg, Berlin u. a. 2015, ISBN 978-3-11-040253-7.
- mit Alfons Kenkmann: Leipzig im Nationalsozialismus. Beiträge zu Zwangsarbeit, Verfolgung und Widerstand (= Quellen und Forschungen zur Geschichte der Stadt Leipzig. Bd. 13). Leipziger Universitätsverlag, Leipzig 2016, ISBN 978-3-96023-061-8.
- mit Michaela Kuhnhenne, Hartmut Simon: Gewerkschaften im deutschen Einheitsprozess. Möglichkeiten und Grenzen in Zeiten der Transformation. transcript, Bielefeld 2017, ISBN 978-3-8376-4219-3.